# Irfan
Il termine ʿIrfān (in lingua araba, farsi e urdu عرفان, e in lingua turca İrfan), significa letteralmente "conoscenza", "consapevolezza" ed è l'equivalente di "gnosi"; malgrado in ambito persiano e sciita esso tenda a fare riferimento al misticismo.
Il concetto di ʿIrfān è molto più ampio, tuttavia, del Sufismo, per quanto riguarda contenuti e significato intrinseco. Un ampio numero di Imam duodecimani, compare nelle catene iniziatiche di numerosi Ordini sufi, ma il significato di "gnosi" travalica le pratiche del Sufismo.
Tra i più noti teorizzatori moderni dell'ʿIrfān figurano i teologi sciiti di scuola Uṣūlī ʿAllāma Ṭabāṭabāʾī, Ruhollah Khomeini, Mohammad-Taqi Bāhjat e ʿAllāma Qāḍī Ṭabāṭabāʾī. Lo studioso persiano del XVII secolo Mulla Sadra è generalmente considerato come lo storico ideologo dell'ʿIrfān nello sciismo.